# Сабитов, Одил
Одил Сабитов (также встречается вариант Адил Сабитов; род. 1958) — советский, таджикский и узбекский шахматист, мастер спорта СССР (1977).
Чемпион Таджикской ССР.
В составе сборной Таджикской ССР участник Спартакиад народов СССР 1979 и 1983 гг., командного чемпионата СССР 1981 г.
В составе сборной Таджикистана участник шахматной олимпиады 1994 г. и командного чемпионата Азии 1993 г.
Первый председатель Шахматной федерации Таджикистана (с 1992 по 1995 гг.).
С середины 1990-х гг. живет в Узбекистане. Согласно базам, последнее соревнование высокого уровня, в котором он принимал участие (мемориал Г. Т. Агзамова), датируется 2014 г.

## Основные спортивные результаты
| Год  | Город        | Соревнование                                                            | + | − | = | Результат | Место |
| ---- | ------------ | ----------------------------------------------------------------------- | - | - | - | --------- | ----- |
| 1979 | Москва       | VII Спартакиада народов СССР (сборная Таджикской ССР, ?-я доска)        | 0 | 4 | 1 | ½ из 5    |       |
| 1981 | Москва       | Командный чемпионат СССР (группа Б) (сборная Таджикской ССР, ?-я доска) |   |   |   |           |       |
| 1983 | Москва       | VIII Спартакиада народов СССР (сборная Таджикской ССР, 2-я доска)       | 0 | 6 | 2 | 1 из 8    |       |
| 1993 | Куала-Лумпур | Командный чемпионат Азии (сборная Таджикистана, 4-я доска)              | 2 | 3 | 4 | 4 из 9    |       |
| 1994 | Москва       | XXXI Олимпиада (сборная Таджикистана, 4-я доска)                        | 2 | 1 | 3 | 3½ из 6   |       |